# جون غوغيغان (عسكري)
جون غوغيغان (بالإنجليزية: John Geoghegan)‏ هو عسكري أمريكي، ولد في 10 نوفمبر 1941 في بيلهام في الولايات المتحدة، وتوفي في 15 نوفمبر 1965 في Ia Drang River ‏ في فيتنام.